# Scleropages legendrei
Scleropages legendrei is een  straalvinnige vissensoort uit de familie van beentongvissen (Osteoglossidae). De wetenschappelijke naam van de soort is voor het eerst geldig gepubliceerd in 2003 door Pouyaud, Sudarto & Teugels.